# منتخب كوستاريكا لاتحاد الرغبي
منتخب كوستاريكا الوطني لاتحاد الرغبي (بالإسبانية: Selección de rugby de Costa Rica)‏ هو ممثل كوستاريكا الرسمي في المنافسات الدولية في اتحاد الرغبي.